# Grand Duchy
Grand Duchy est un groupe de rock américain formé en 2008 par Black Francis et sa femme Violet Clark. Après deux albums, le groupe se sépare en septembre 2012. 

## Discographie
- Petits Fours (2009)
  1. Come On Over To My House
  2. Lovesick
  3. Fort Wayne
  4. Seeing Stars
  5. Black Suit
  6. The Long Song
  7. Break the Angels
  8. Ermesinde
  9. Volcano!

- Lovesick (EP) (2009)

- Let The People Speak (2012)
  1. The Lopsided World of L (intro)
  2. See-Thru You (Black Francis/Violet Clark)
  3. White Out (Violet Clark)
  4. Where Is John Frum (Black Francis)
  5. Geode (Violet Clark)
  6. Shady (Black Francis)
  7. Annie Bliss (Black Francis/Violet Clark)
  8. Dark Sparkles And the Beat (Violet Clark)
  9. Two Lies And One Truth (Violet Clark)
  10. Silver Boys (Justin Warfield/Black Francis)
  11. Illiterate Lovers (Violet Clark)
  12. Esther (Black Francis)
  13. Face (Simon Archer/Violet Clark)
  14. ROTC (Black Francis)
  15. Let the People Speak (Violet Clark/Black Francis)